# 집행자 (2009년 영화)
"집행자"는 2009년에 개봉한 대한민국의 영화이다.

## 캐스팅
- 조재현 : 배종호 역 - 교도관 교사
- 윤계상 : 재경 역 - 교도관 교도
- 박인환 : 김 교위 역 - 교도관 교위
- 차수연 : 은주 역 - 재경 여친
- 조성하 : 장용두 역 - 연쇄 살인 사형수
- 김재건 : 이성환 역 - 강도 살인 사형수
- 미상 : 김명일 역 - 강간 살인 사형수
- 유형관 : 과장 역
- 남문철 : 천 교위 역
- 정경호 : 장 교도 역
- 이창주 : 양 교도 역
- 김원해 : 사기 재소자 역
- 이상홍 : 조폭 재소자 역
- 조수정 : 세라 역
- 이정길 : 동민 역
- 사무엘 강 : 교도관 역
- 최은석 : 피해자 삼촌 역
- 김영웅 : 최 교사 역
- 승재 : 검사 역
- 이승민 : 소재 역
- 김유빈
- 정성우 : 사기 패거리 2 역
- 김건 : 진석 역
- 이광진 : 칫솔 재소자 역
- 박종원 : 이 교위 역
- 정민성 : 의무관 역
- 홍재성 : 기자 역
- 전미선 : 유선 역 (특별출연)
- 김봉근 : 부동산 사장 역 (특별출연)
- 김선영 : 아나운서 역 (특별출연)

## 수상
- 2009년 제12회 앰네스티언론상
  - 특별상 - 교도관의 사형집행기
- 2010년 제13회 상하이국제영화제
  - 아시아신인심사위원상 - 최진호